# Copa Mundial de Clubes de la FIFA 2020
La Copa Mundial de Clubes de la FIFA 2020 (oficialmente conocida como FIFA Club World Cup Qatar 2020 presentada por Alibaba Cloud por motivos de patrocinio) fue la decimoséptima edición de la Copa Mundial de Clubes de la FIFA, un torneo internacional de fútbol organizado por la FIFA entre los ganadores de los seis confederaciones continentales, así como campeones de liga del país anfitrión. Fue jugado en Catar.
El evento se pospuso hasta 2021 debido a la pandemia de COVID-19, ya que los campeones de la AFC, Conmebol y Concacaf no se habrían decidido a tiempo para el torneo. Originalmente a celebrarse en diciembre de 2020, el 17 de noviembre del mismo año la FIFA anunció que la competición se jugaría entre el 1 y el 11 de febrero de 2021.
Originalmente, siete equipos debían competir en el torneo. Sin embargo, el representante de la OFC, Auckland City, se retiró debido a la pandemia de COVID-19 y las medidas de cuarentena relacionadas requeridas por las autoridades de Nueva Zelanda. Como resultado, solo seis equipos compitieron, y el partido de la primera ronda, originalmente programado para el 1 de febrero de 2021, fue otorgado como una victoria por 3-0 a sus oponentes, los representantes del país anfitrión Catar, Al-Duhail, quienes avanzaron automáticamente a la segunda ronda el 4 de febrero de 2021.
El Bayern Múnich ganó la final 1-0 contra los Tigres consiguiendo su segundo título de la Copa Mundial de Clubes de la FIFA. Al ganar el trofeo, el Bayern Múnich se convirtió en el segundo club en la historia del fútbol europeo (después del Barcelona en 2009) en ganar los seis títulos (comúnmente conocidos como séxtete) que se ofrecen en un solo año calendario. Al mismo tiempo, el equipo mexicano es el primero de la Concacaf en llegar a la final del torneo.

## Sedes
Con propuestas para expandir la Copa Mundial de Clubes, la FIFA retrasó el anuncio de un anfitrión. La FIFA anunciaría un anfitrión el 15 de marzo de 2019, aunque esto se retrasó más tarde. El 28 de mayo de 2019, la FIFA anunció que el anfitrión del torneo 2019 y 2020 sería nombrado en la reunión del Consejo de la FIFA en París, Francia, el 3 de junio de 2019.
Catar fue oficialmente anunciada como sede de los torneos de 2019 y 2020, sirviendo como eventos de prueba antes de la celebración de la Copa Mundial de Fútbol de 2022.
En principio se iban a utilizar en total tres recintos que también serán sedes de la Copa Mundial de Fútbol de 2022. Sin embargo el 18 de enero de 2021, la FIFA anunció que los encuentros serían disputados en dos estadios en la ciudad de Rayán. Originalmente el tercer estadio, el Estadio Internacional Khalifa, iba a ser la sede de dos partidos, pero como consecuencia del retiro de Auckland City y el subsecuente cambio en el calendario de partidos, se decidió que no sería usado en el torneo.
| Rayán | Catar                               | Catar                          |
| Rayán | Rayán                               | Rayán                          |
| ----- | ----------------------------------- | ------------------------------ |
| Rayán | (Municipio de Rayán) (Área de Doha) |                                |
| Rayán | Estadio Áhmad bin Ali               | Estadio Ciudad de la Educación |
| Rayán | Capacidad: 45 032                   | Capacidad: 44 667              |
| Rayán |                                     |                                |

## Clubes clasificados
Los equipos participantes se clasificaron a lo largo del año a través de las seis mayores competiciones continentales y la primera división del país anfitrión. En cursiva, los equipos debutantes en la competición.
| Confederación                 | Equipo        | Vía de clasificación                                  |
| ----------------------------- | ------------- | ----------------------------------------------------- |
| Europa                        | Bayern Múnich | Campeón de la Liga de Campeones de la UEFA (2019-20)  |
| América del Sur               | Palmeiras     | Campeón de la Copa CONMEBOL Libertadores (2020)       |
| Norte, Centroamérica y Caribe | Tigres UANL   | Campeón de la Liga de Campeones de la Concacaf (2020) |
| Asia                          | Ulsan Hyundai | Campeón de la Liga de Campeones de la AFC (2020)      |
| África                        | Al-Ahly       | Campeón de la Liga de Campeones de la CAF (2019-20)   |
| Oceanía                       | Auckland City | Nominado por la OFC                                   |
| País Organizador (Catar)      | Al-Duhail     | Campeón de la Liga de Fútbol de Catar (2019-20)       |

## Árbitros
Los árbitros designados son los siguientes:
| AFC - Mohammed Abdulla Mohamed - Mohamed Alhammadi (asistente) - Hasan Almahri (asistente) - Khamis Al-Marri (VAR) CAF - Maguette N'Diaye - Djibril Camara (asistente) - El Hadji Malick Samba (asistente) - Redouane Jiyed (VAR) Concacaf - Mario Escobar - Nicholas Anderson (asistente) - Humberto Panjoj (asistente) - Drew Fischer (VAR) Conmebol - Edina Alves - Esteban Ostojich - Neuza Back (asistente) - Mariana De Almeida (asistente) - Nicolás Tarán (asistente) - Richard Trinidad (asistente) - Julio Bascuñán (VAR) - Nicolás Gallo (VAR) UEFA - Danny Makkelie - Mario Diks (asistente) - Hessel Steegstra (asistente) - Kevin Blom (VAR) - Jochem Kamphuis (VAR) OFC - Abdelkader Zitouni (árbitro de soporte) |

## Partidos
El calendario de partidos se anunció el 23 de diciembre de 2020. El sorteo del torneo se llevó a cabo el 19 de enero de 2021 a las 16:00 CET (UTC+1), en la sede de la FIFA en Zúrich, Suiza, para decidir los enfrentamientos de la segunda ronda (entre el ganador de la primera ronda y los equipos de la AFC, CAF y Concacaf), y los oponentes de los dos ganadores de la segunda ronda de las semifinales (contra equipos de la Conmebol y la UEFA). En el momento del sorteo, no se conocía la identidad del equipo de la Conmebol.
Si un partido está empatado después del tiempo de juego normal:
- Para los partidos de eliminación, se juega tiempo extra. Si sigue empatado después de la prórroga, se lleva a cabo una tanda de penales para determinar el ganador.
- Para los partidos por el quinto y tercer lugar, no se juega tiempo extra y se realiza directamente una tanda de penaltis para determinar el ganador.

|  | Eliminación preliminar               | Eliminación preliminar               |                                      |             | Cuartos de final                 | Cuartos de final                 |               |               | Semifinales | Semifinales |  |  | Final                             | Final                             |
|  | 1 de febrero - Rayán (Áhmad bin Ali) |                                      |                                      |             |                                  |                                  |               |               |             |             |  |  |                                   |                                   |
|  | Al-Duhail (w/o)                      | 3                                    |                                      |             | 4 de febrero - Rayán (Educación) | 4 de febrero - Rayán (Educación) |               |               |             |             |  |  |                                   |                                   |
|  | Al-Duhail (w/o)                      | 3                                    |                                      |             | 4 de febrero - Rayán (Educación) | 4 de febrero - Rayán (Educación) |               |               |             |             |  |  |                                   |                                   |
|  | Auckland City                        | 0                                    |                                      |             | Al-Duhail                        | 0                                |               |               |             |             |  |  |                                   |                                   |
|  | Auckland City                        | 0                                    | 8 de febrero - Rayán (Áhmad bin Ali) |             | Al-Duhail                        | 0                                |               |               |             |             |  |  |                                   |                                   |
|  |                                      |                                      |                                      |             | Al-Ahly                          | 1                                |               |               |             |             |  |  |                                   |                                   |
|  | Al-Ahly                              | 0                                    |                                      |             | Al-Ahly                          | 1                                |               |               |             |             |  |  |                                   |                                   |
|  | Al-Ahly                              | 0                                    |                                      |             |                                  |                                  |               |               |             |             |  |  |                                   |                                   |
|  |                                      |                                      | Bayern Múnich                        | 2           |                                  |                                  |               |               |             |             |  |  |                                   |                                   |
|  |                                      |                                      | Bayern Múnich                        | 2           |                                  |                                  |               |               |             |             |  |  |                                   |                                   |
|  |                                      |                                      | 11 de febrero - Rayán (Educación)    |             |                                  |                                  |               |               |             |             |  |  |                                   |                                   |
|  |                                      |                                      |                                      |             |                                  |                                  |               |               |             |             |  |  |                                   |                                   |
|  | Bayern Múnich                        | 1                                    |                                      |             |                                  |                                  |               |               |             |             |  |  |                                   |                                   |
|  | Bayern Múnich                        | 1                                    | 4 de febrero - Rayán (Áhmad bin Ali) |             |                                  |                                  |               |               |             |             |  |  |                                   |                                   |
|  |                                      | Tigres UANL                          | 0                                    |             |                                  |                                  |               |               |             |             |  |  |                                   |                                   |
|  |                                      |                                      | 0                                    | Tigres UANL | 2                                |                                  |               |               |             |             |  |  |                                   |                                   |
|  | 7 de febrero - Rayán (Educación)     |                                      |                                      | Tigres UANL | 2                                |                                  |               |               |             |             |  |  |                                   |                                   |
|  |                                      | Ulsan Hyundai                        | 1                                    |             |                                  |                                  |               |               |             |             |  |  |                                   |                                   |
|  | Palmeiras                            | Ulsan Hyundai                        | 1                                    | 0           |                                  |                                  |               |               |             |             |  |  |                                   |                                   |
|  | Palmeiras                            | Quinto puesto                        | Quinto puesto                        | 0           |                                  |                                  | Tercer puesto | Tercer puesto |             |             |  |  |                                   |                                   |
|  |                                      | Quinto puesto                        | Quinto puesto                        |             | Tigres UANL                      | 1                                | Tercer puesto | Tercer puesto |             |             |  |  |                                   |                                   |
|  | Ulsan Hyundai                        | 1                                    | Al-Ahly (p.)                         | 0 (3)       | Tigres UANL                      | 1                                |               |               |             |             |  |  |                                   |                                   |
|  | Ulsan Hyundai                        | 1                                    | Al-Ahly (p.)                         | 0 (3)       |                                  |                                  |               |               |             |             |  |  |                                   |                                   |
|  | Al-Duhail                            | 3                                    | Palmeiras                            | 0 (2)       |                                  |                                  |               |               |             |             |  |  |                                   |                                   |
|  | Al-Duhail                            | 3                                    | Palmeiras                            | 0 (2)       |                                  |                                  |               |               |             |             |  |  |                                   |                                   |
|  | 7 de febrero - Rayán (Áhmad bin Ali) | 7 de febrero - Rayán (Áhmad bin Ali) |                                      |             |                                  |                                  |               |               |             |             |  |  | 11 de febrero - Rayán (Educación) | 11 de febrero - Rayán (Educación) |

Nota:
- Los horarios corresponden a la hora local de Catar (UTC+3).

### Primera ronda
| 1 de febrero de 2021 | Al-Duhail | 3:0 | Auckland City | Estadio Áhmad bin Ali, Rayán |  |
| 20:30 |           |     |               |                              |  |
| El 15 de enero de 2021, la FIFA anunció que Auckland City se había retirado de la competición debido a la pandemia de COVID-19 y las medidas de cuarentena exigidas por las autoridades de Nueva Zelanda. El partido no se celebró y se dio la eliminatoria por vencida (3:0) a favor de Al-Duhail, de acuerdo a lo establecido en el reglamento. |           |     |               |                              |  |

### Segunda ronda
| 4 de febrero de 2021                                                                                              | Tigres UANL              | 2:1 (2:1) | Ulsan Hyundai   | Estadio Áhmad bin Ali, Rayán                    |                                                 |
| 17:00 | Gignac 38', 45+5' (pen.) | Reporte   | Kim Kee-hee 24' | Árbitro(s): Esteban Ostojich VAR: Nicolás Gallo | Árbitro(s): Esteban Ostojich VAR: Nicolás Gallo |
| El primer gol de André-Pierre Gignac es el gol número 400 en la historia de la Copa Mundial de Clubes de la FIFA. |                          |           |                 |                                                 |                                                 |

| 4 de febrero de 2021 | Al-Duhail | 0:1 (0:1) | Al-Ahly       | Estadio Ciudad de la Educación, Rayán       |                                             |
| 20:30                |           | Reporte   | El Shahat 30' | Árbitro(s): Mario Escobar VAR: Drew Fischer | Árbitro(s): Mario Escobar VAR: Drew Fischer |

### Quinto lugar
| 7 de febrero de 2021 | Ulsan Hyundai      | 1:3 (0:1) | Al-Duhail                               | Estadio Áhmad bin Ali, Rayán               |                                            |
| 18:00                | Yoon Bit-garam 62' | Reporte   | Edmilson 21' · Muntari 66' · Almoez 82' | Árbitro(s): Edina Alves VAR: Nicolás Gallo | Árbitro(s): Edina Alves VAR: Nicolás Gallo |

### Semifinales
| 7 de febrero de 2021 | Palmeiras | 0:1 (0:0) | Tigres UANL       | Estadio Ciudad de la Educación, Rayán      |                                            |
| 21:00 |           | Reporte   | Gignac 54' (pen.) | Árbitro(s): Danny Makkelie VAR: Kevin Blom | Árbitro(s): Danny Makkelie VAR: Kevin Blom |
| Tigres de la UANL se convirtió en el primer club mexicano y de Concacaf en clasificar a la final de la Copa Mundial de Clubes de la FIFA. |           |           |                   |                                            |                                            |

| 8 de febrero de 2021 | Al-Ahly | 0:2 (0:1) | Bayern Múnich        | Estadio Áhmad bin Ali, Rayán                      |                                                   |
| 21:00                |         | Reporte   | Lewandowski 17', 86' | Árbitro(s): Mohammed Abdulla VAR: Khamis Al-Marri | Árbitro(s): Mohammed Abdulla VAR: Khamis Al-Marri |

### Tercer lugar
| 11 de febrero de 2021 | Al-Ahly                                   | 0:0 (3:2 p.)               | Palmeiras                                          | Estadio Ciudad de la Educación, Rayán          |                                                |
| 18:00 |                                           | Reporte                    |                                                    | Árbitro(s): Maguette N'Diaye VAR: Drew Fischer | Árbitro(s): Maguette N'Diaye VAR: Drew Fischer |
| |                                           | Tiros desde el punto penal |                                                    |                                                |                                                |
| | Banou · Al-Sulaya · Mohsen · Hany · Ajayi |                            | Rony · Luiz Adriano · Scarpa · Gómez · Felipe Melo |                                                |                                                |
| Palmeiras es el primer equipo de la Conmebol en quedar fuera del podio y sin anotar gol en la historia del Mundial de Clubes. |                                           |                            |                                                    |                                                |                                                |

## Final
| 1     | POR   | Manuel Neuer       |     |
| 5     | DEF   | Benjamin Pavard    |     |
| 4     | DEF   | Niklas Süle        |     |
| 21    | DEF   | Lucas Hernández    |     |
| 19    | DEF   | Alphonso Davies    |     |
| 6     | MED   | Joshua Kimmich     |     |
| 27    | MED   | David Alaba        |     |
| 10    | MED   | Leroy Sané         | 73' |
| 29    | MED   | Kingsley Coman     | 73' |
| 7     | MED   | Serge Gnabry       | 64' |
| 9     | DEL   | Robert Lewandowski | 73' |
| D. T. | D. T. | Hans-Dieter Flick  |     |

| 1     | POR   | Nahuel Guzmán       |     |
| 28    | DEF   | Luis Rodríguez      | 80' |
| 13    | DEF   | Diego Reyes         |     |
| 3     | DEF   | Carlos Salcedo      |     |
| 29    | DEF   | Jesús Dueñas        |     |
| 20    | MED   | Javier Aquino       |     |
| 5     | MED   | Rafael Carioca      |     |
| 19    | MED   | Guido Pizarro       |     |
| 23    | MED   | Luis Quiñones       |     |
| 32    | DEL   | Carlos González     |     |
| 10    | DEL   | André-Pierre Gignac |     |
| D. T. | D. T. | Ricardo Ferretti    |     |

| 24 | MED | Corentin Tolisso         | 64' |
| 42 | MED | Jamal Musiala            | 73' |
| 11 | MED | Douglas Costa            | 73' |
| 13 | DEL | Eric Maxim Choupo-Moting | 73' |

| 33 | DEL | Julián Quiñones | 80' |

| 59' | Benjamin Pavard | 1:0 |

| 42' · 69' · 90' | Jesús Dueñas Luis Rodríguez Rafael Carioca |

| Principal  | Esteban Ostojich |
| Asistentes | Nicolás Tarán    |
|            | Richard Trinidad |
| Cuarto     | Edina Alves      |
| Quinto     | Neuza Back       |

| VAR            | Julio Bascuñán  |
| Asistentes VAR | Khamis Al-Marri |

|                    |     |     |
| Tiros              | 19  | 3   |
| Tiros a puerta     | 9   | 1   |
| Faltas             | 12  | 11  |
| Saques de esquina  | 4   | 2   |
| Fueras de juego    | 2   | 3   |
| Posesión del balón | 55% | 45% |

| Alineación inicial |

| 1     | POR   | Manuel Neuer       |     |
| 5     | DEF   | Benjamin Pavard    |     |
| 4     | DEF   | Niklas Süle        |     |
| 21    | DEF   | Lucas Hernández    |     |
| 19    | DEF   | Alphonso Davies    |     |
| 6     | MED   | Joshua Kimmich     |     |
| 27    | MED   | David Alaba        |     |
| 10    | MED   | Leroy Sané         | 73' |
| 29    | MED   | Kingsley Coman     | 73' |
| 7     | MED   | Serge Gnabry       | 64' |
| 9     | DEL   | Robert Lewandowski | 73' |
| D. T. | D. T. | Hans-Dieter Flick  |     |

| 1     | POR   | Nahuel Guzmán       |     |
| 28    | DEF   | Luis Rodríguez      | 80' |
| 13    | DEF   | Diego Reyes         |     |
| 3     | DEF   | Carlos Salcedo      |     |
| 29    | DEF   | Jesús Dueñas        |     |
| 20    | MED   | Javier Aquino       |     |
| 5     | MED   | Rafael Carioca      |     |
| 19    | MED   | Guido Pizarro       |     |
| 23    | MED   | Luis Quiñones       |     |
| 32    | DEL   | Carlos González     |     |
| 10    | DEL   | André-Pierre Gignac |     |
| D. T. | D. T. | Ricardo Ferretti    |     |

| 24 | MED | Corentin Tolisso         | 64' |
| 42 | MED | Jamal Musiala            | 73' |
| 11 | MED | Douglas Costa            | 73' |
| 13 | DEL | Eric Maxim Choupo-Moting | 73' |

| 33 | DEL | Julián Quiñones | 80' |

| 59' | Benjamin Pavard | 1:0 |

| 42' · 69' · 90' | Jesús Dueñas Luis Rodríguez Rafael Carioca |

| Principal  | Esteban Ostojich |
| Asistentes | Nicolás Tarán    |
|            | Richard Trinidad |
| Cuarto     | Edina Alves      |
| Quinto     | Neuza Back       |

| VAR            | Julio Bascuñán  |
| Asistentes VAR | Khamis Al-Marri |

|                    |     |     |
| Tiros              | 19  | 3   |
| Tiros a puerta     | 9   | 1   |
| Faltas             | 12  | 11  |
| Saques de esquina  | 4   | 2   |
| Fueras de juego    | 2   | 3   |
| Posesión del balón | 55% | 45% |

| Alineación inicial |

| 1     | POR   | Manuel Neuer       |     |
| 5     | DEF   | Benjamin Pavard    |     |
| 4     | DEF   | Niklas Süle        |     |
| 21    | DEF   | Lucas Hernández    |     |
| 19    | DEF   | Alphonso Davies    |     |
| 6     | MED   | Joshua Kimmich     |     |
| 27    | MED   | David Alaba        |     |
| 10    | MED   | Leroy Sané         | 73' |
| 29    | MED   | Kingsley Coman     | 73' |
| 7     | MED   | Serge Gnabry       | 64' |
| 9     | DEL   | Robert Lewandowski | 73' |
| D. T. | D. T. | Hans-Dieter Flick  |     |

| 1     | POR   | Nahuel Guzmán       |     |
| 28    | DEF   | Luis Rodríguez      | 80' |
| 13    | DEF   | Diego Reyes         |     |
| 3     | DEF   | Carlos Salcedo      |     |
| 29    | DEF   | Jesús Dueñas        |     |
| 20    | MED   | Javier Aquino       |     |
| 5     | MED   | Rafael Carioca      |     |
| 19    | MED   | Guido Pizarro       |     |
| 23    | MED   | Luis Quiñones       |     |
| 32    | DEL   | Carlos González     |     |
| 10    | DEL   | André-Pierre Gignac |     |
| D. T. | D. T. | Ricardo Ferretti    |     |

| 24 | MED | Corentin Tolisso         | 64' |
| 42 | MED | Jamal Musiala            | 73' |
| 11 | MED | Douglas Costa            | 73' |
| 13 | DEL | Eric Maxim Choupo-Moting | 73' |

| 33 | DEL | Julián Quiñones | 80' |

| 59' | Benjamin Pavard | 1:0 |

| 42' · 69' · 90' | Jesús Dueñas Luis Rodríguez Rafael Carioca |

| Principal  | Esteban Ostojich |
| Asistentes | Nicolás Tarán    |
|            | Richard Trinidad |
| Cuarto     | Edina Alves      |
| Quinto     | Neuza Back       |

| VAR            | Julio Bascuñán  |
| Asistentes VAR | Khamis Al-Marri |

|                    |     |     |
| Tiros              | 19  | 3   |
| Tiros a puerta     | 9   | 1   |
| Faltas             | 12  | 11  |
| Saques de esquina  | 4   | 2   |
| Fueras de juego    | 2   | 3   |
| Posesión del balón | 55% | 45% |

| Alineación inicial |

| 1     | POR   | Manuel Neuer       |     |
| 5     | DEF   | Benjamin Pavard    |     |
| 4     | DEF   | Niklas Süle        |     |
| 21    | DEF   | Lucas Hernández    |     |
| 19    | DEF   | Alphonso Davies    |     |
| 6     | MED   | Joshua Kimmich     |     |
| 27    | MED   | David Alaba        |     |
| 10    | MED   | Leroy Sané         | 73' |
| 29    | MED   | Kingsley Coman     | 73' |
| 7     | MED   | Serge Gnabry       | 64' |
| 9     | DEL   | Robert Lewandowski | 73' |
| D. T. | D. T. | Hans-Dieter Flick  |     |

| 1     | POR   | Nahuel Guzmán       |     |
| 28    | DEF   | Luis Rodríguez      | 80' |
| 13    | DEF   | Diego Reyes         |     |
| 3     | DEF   | Carlos Salcedo      |     |
| 29    | DEF   | Jesús Dueñas        |     |
| 20    | MED   | Javier Aquino       |     |
| 5     | MED   | Rafael Carioca      |     |
| 19    | MED   | Guido Pizarro       |     |
| 23    | MED   | Luis Quiñones       |     |
| 32    | DEL   | Carlos González     |     |
| 10    | DEL   | André-Pierre Gignac |     |
| D. T. | D. T. | Ricardo Ferretti    |     |

| 24 | MED | Corentin Tolisso         | 64' |
| 42 | MED | Jamal Musiala            | 73' |
| 11 | MED | Douglas Costa            | 73' |
| 13 | DEL | Eric Maxim Choupo-Moting | 73' |

| 33 | DEL | Julián Quiñones | 80' |

| 59' | Benjamin Pavard | 1:0 |

| 42' · 69' · 90' | Jesús Dueñas Luis Rodríguez Rafael Carioca |

| Principal  | Esteban Ostojich |
| Asistentes | Nicolás Tarán    |
|            | Richard Trinidad |
| Cuarto     | Edina Alves      |
| Quinto     | Neuza Back       |

| VAR            | Julio Bascuñán  |
| Asistentes VAR | Khamis Al-Marri |

|                    |     |     |
| Tiros              | 19  | 3   |
| Tiros a puerta     | 9   | 1   |
| Faltas             | 12  | 11  |
| Saques de esquina  | 4   | 2   |
| Fueras de juego    | 2   | 3   |
| Posesión del balón | 55% | 45% |

| Alineación inicial |

|                                                                       |
| Bandera de Alemania                                                   |
| Campeón Bayern Múnich                                                 |
| 2.do título 4.to título mundial considerando la Copa Intercontinental |

## Estadísticas

### Tabla de rendimiento
| Pos | Club          | Puntos | PJ | PG | PE | PP | GF | GC | Dif. | Rend. |
| --- | ------------- | ------ | -- | -- | -- | -- | -- | -- | ---- | ----- |
| 1   | Bayern Múnich | 6      | 2  | 2  | 0  | 0  | 3  | 0  | +3   | 100%  |
| 2   | Tigres UANL   | 6      | 3  | 2  | 0  | 1  | 3  | 2  | +1   | 67%   |
| 3   | Al-Ahly       | 4      | 3  | 1  | 1  | 1  | 1  | 2  | -1   | 44%   |
| 4   | Palmeiras     | 1      | 2  | 0  | 1  | 1  | 0  | 1  | -1   | 17%   |
| 5   | Al-Duhail     | 6      | 3  | 2  | 0  | 1  | 6  | 2  | +4   | 67%   |
| 6   | Ulsan Hyundai | 0      | 2  | 0  | 0  | 2  | 2  | 5  | -3   | 0%    |
| 7   | Auckland City | 0      | 1  | 0  | 0  | 1  | 0  | 3  | -3   | 0%    |

Actualizado al 11 de febrero de 2021.

### Tabla de goleadores
Al goleador le corresponde la Bota de oro del campeonato, al segundo goleador la Bota de plata y al tercero la Bota de bronce.
| Jugador                                                           | Club          | Anotado | Minutos jugados |
| ----------------------------------------------------------------- | ------------- | ------- | --------------- |
| André-Pierre Gignac                                               | Tigres UANL   | 3       | 270'            |
| Robert Lewandowski                                                | Bayern Múnich | 2       | 163'            |
| Mohammed Muntari                                                  | Al-Duhail     | 1       | 74'             |
| Almoez Ali                                                        | Al-Duhail     | 1       | 135'            |
| Hussein El Shahat                                                 | Al-Ahly       | 1       | 151'            |
| Benjamin Pavard                                                   | Bayern Múnich | 1       | 180'            |
| Edmilson                                                          | Al-Duhail     | 1       | 180'            |
| Kim Kee-hee                                                       | Ulsan Hyundai | 1       | 180'            |
| Yoon Bit-garam                                                    | Ulsan Hyundai | 1       | 180'            |
| Actualizado al último partido disputado el 11 de febrero de 2021. |               |         |                 |

### Premio Fair Play
El premio Fair Play de la FIFA se lo otorga al equipo participante que haya logrado el juego más limpio en el campeonato.
| Equipo    |
| Al-Duhail |
| --------- |

### Premio Alibaba Cloud
El premio Alibaba Cloud es entregado al mejor jugador de la final.
| Jugador        | Equipo        |
| Joshua Kimmich | Bayern Múnich |
| -------------- | ------------- |

### Balones de Oro, Plata y Bronce Adidas
El Balón de Oro Adidas es un reconocimiento entregado por la firma alemana de indumentaria patrocinante del Mundial de Clubes para el mejor jugador del torneo. Asimismo, también son entregados los Balones de Plata y Bronce para los considerados segundo y tercero mejores jugadores del torneo, respectivamente.
| Jugador             | Equipo        |
| ------------------- | ------------- |
| Robert Lewandowski  | Bayern Múnich |
| André-Pierre Gignac | Tigres UANL   |
| Joshua Kimmich      | Bayern Múnich |